# Mike Dean
Pour les articles homonymes, voir Mike Dean (arbitre) et Dean.
Mike Dean, né le 1er mars 1965 à Houston, au Texas, est un producteur et musicien américain. Dean est connu pour être l'un des pionniers du mouvement rap Dirty South dans le Sud des États-Unis dans les années 1990, notamment avec les artistes du label Rap-A-Lot Records. Durant sa carrière, il travaille notamment avec The Weeknd, Beyoncé, Kanye West, Kid Cudi, Travis Scott, Jay-Z, Drake, Madonna, Selena Gomez, Lana Del Rey, 2Pac, Geto Boys (et ensuite pour Scarface en solo), Tha Dogg Pound, Luniz, et UGK. En tant qu'artiste principal sans voix, Dean a sorti cinq albums studio en solo : 4:20 (2020), 4:22 (2021), Smoke State 42222 (2022), 4:23 (2023), 4:24 (2024) et enfin 4:25 (2025).

## Biographie
Dean est originaire de Houston, au Texas. Lors d'un entretien avec le magazine Village Voice, il explique avoir initialement lancé sa carrière musicale en jouant du saxophone, puis du piano lorsqu'il était enfant : « J'avais entre 8 et 10 ans quand on m'a donné des cours de piano pendant dix ans. J'ai ensuite joué du basson dans des orchestres. Après mes études, j'ai été embauché par [la chanteuse espagnole] Selena. »
En 1996, il travaille la bande-son du film Rhyme and Reason. Il explique que la chanson n'a jamais été utilisée car le label Rap-A-Lot ne l'a jamais approuvée.
En 2002, il collabore sur Guess Who’s Back de Kanye West et Scarface qu'il mixera au studio Rap A Lot de Houston. En 2004, il participe au mixage du premier album studio de Kanye West, The College Dropout. Dès lors, il collabore à quasiment tous les projets du rappeur. Il mixe son deuxième album Late Registration (2005) puis coproduit certains titres de Graduation (2007), My Beautiful Dark Twisted Fantasy (2010) et Yeezus (2013). Il travaille également sur 9 titres de l'album commun de Jay-Z et Kanye West, Watch the Throne, en 2011. Dean annonce une suite à l'album Watch the Throne en 2012.
En 2013, il produit plusieurs titres du 12e album studio de Jay-Z, Magna Carta... Holy Grail. Il produit la chanson 40 Mill avec Kanye West pour le rappeur Tyga.
Plus récemment, Mike Dean a été guitariste et claviériste régulier de Kanye West et Travis Scott lors de leurs performances live, en tête d'affiche de nombreux festivals de musique, la tournée Watch the Throne, la tournée Yeezus et la tournée Birds Eye View de Travis Scott ainsi que la tournée Astroworld - Tournée Wish You Were Here. Dean a également été un collaborateur fréquent avec Travis Scott. La production de Dean est apparue sur chacune des œuvres musicales de Scott de 2013 à nos jours. En 2016, Dean a masterisé l'album visuel Endless de Frank Ocean, a écrit et produit des pistes sur la mixtape New English de Desiigner et a produit le single "Tiimmy Turner" de Desiigner.
En mai 2017, Dean a annoncé qu'il lançait une maison de disques du nom de M.W.A. Lorsqu'on lui a demandé ce qui l'avait poussé à décider que ce serait le meilleur moment pour dévoiler son nouveau label, Dean a répondu: "Juste beaucoup de nouveaux jeunes artistes qui ont demandé à me mettre d'accord, à me faire travailler sur leurs projets et à les aider à réussir Je me suis dit que je créerais un label et signerais de nouveaux artistes. Cela semble être le bon moment pour le démarrer. J'ai un studio ici [à Los Angeles] et je suis capable de rencontrer beaucoup de nouveaux artistes. " Lorsqu'on lui a demandé la signification de MWA, Dean a répondu: "C'est comme ça que je m'appelle quand je mixe. Mexican Wrestling Association. C'est quelque chose que j'ai fait avec le merch, alors j'ai juste pensé que je garderais le nom." Il a également révélé Dice Soho le premier artiste qu'il a signé à MWA: " Un de mes potes Gustavo Guerra m'a apporté [Dice Soho]. Je pense qu'il va être la prochaine vague de Houston. Je l'ai pris. Dice a un joli butin.
Il a sorti une mixtape instrumentale le 20 avril. Nommée 4:20, le titre se rapporte à la date de sortie.
Le 20 mai 2021, le single "Wildflower Wildfire" de Lana Del Rey, produit par Dean, est sorti. Dans une interview avec Anthony Fantano avant la sortie de la chanson, Dean a déclaré qu'il " prévoyait de travailler beaucoup avec [Del Rey] "[9].
Depuis 2022, Dean a collaboré à plusieurs reprises avec The Weeknd, notamment sur son album Beauty Behind the Madness en 2015, ainsi que sur son single "Where You Belong" pour la bande originale de Fifty Shades of Grey. Dean a contribué aux arrangements en direct des concerts de The Weeknd en tête d'affiche avec Swedish House Mafia au festival Coachella en 2022. Depuis, Dean a fait la première partie de la tournée After Hours til Dawn de The Weeknd, au cours de laquelle ses arrangements ont été inclus dans les spectacles de ce dernier. Dean a également créé un remix pour la chanson "Starry Eyes" de l'album Dawn FM de The Weeknd, qu'il a interprétée en direct lors de ses premières parties de la tournée. Dean a contribué aux arrangements musicaux de l'évènement Halloween Horror Nights "After Hours Nightmare" des Halloween Horror Nights aux Universal Studios Florida et Hollywood. En 2023, Dean a contribué aux arrangements en direct des prestations de Metro Boomin à Coachella, au cours desquelles The Weeknd s'est produit en tant qu'invité spécial ; Dean s'est également produit en tant que musicien invité lors de la prestation de 070 Shake au cours du deuxième week-end du festival. Il a coécrit et produit le single "Double Fantasy" de The Weeknd (avec Future) pour la bande originale de la série HBO The Idol de The Weeknd, dont Dean fait partie de la distribution, et dont la première a eu lieu le 4 juin. Dean a sorti sa quatrième mixtape, 4:24, coproduite par The Weeknd, en avril 2024.

## Discographie
- 1991 : 5th Ward Boyz - Ghetto Dope (Mixage audio, ingénieur du son, mastering)
- 1992 : Geto Boys - Uncut Dope: Geto Boys' Best (mastering)
- 1992 : UGK - Too Hard to Swallow (guitariste)
- 1992 : Bushwick Bill - Little Big Man (ingénieur du son)
- 1992 : Willie D - I'm Goin' Out Lika Soldier (mastering)
- 1992 : 5th Ward Boyz - Gangsta Funk (ingénieur du son, mixage, mastering, producteur)
- 1993 : Geto Boys - Till Death Do Us Part (ingénieur du son, compositeur, guitare, basse, clavier)
- 1993 : Scarface - The World Is Yours (ingénieur du son, compositeur)
- 1993 : DMG - Rigormortiz (ingénieur du son, guitare, clavier, mixage, mastering, producteur)
- 1993 : Ganksta N-I-P - Psychic Thoughts (ingénieur du son, mixage, mastering)
- 1993 : Too Much Trouble - Players Choice (ingénieur du son, mixage, mastering)
- 1994 : Big Mello - Wegonefunkwichamind (Fender Rhodes, guitare, basse, producteur, synthétiseur)
- 1994 : Scarface - The Diary (compositeur, ingénieur du son)
- 1994 : Big Mike - Somethin' Serious (mastering, mixage, ingénieur du son, producteur)
- 1994 : Bande originale de Jason's Lyric (compositeur)
- 1994 : 2 Low - Funky Lil Brotha (ingénieur)
- 1994 : Odd Squad - Fadanuf fa Erybody!! (ingénieur, guitare, clavier, mastering)
- 1995 : Immature - We Got It (compositeur, producteur, programmation)
- 1995 : Bande originale de The Walking Dead (guitare, mixage)
- 1995 : Mad CJ Mac - True Game (ingénieur du son, mixage)
- 1995 : Bande originale de Tales from the Hood (compositeur, producteur)
- 1995 : D of Trinity Garden Cartel - Straight Texas Hoodlum (ingénieur du son, vocodeur)
- 1995 : Blac Monks - Secrets of the Hidden Temple (ingénieur du son)
- 1995 : Seagram - Reality Check (mastering, divers instruments)
- 1995 : 5th Ward Boyz - Rated G (ingénieur du son, compositeur, mixage, producteur)
- 1995 : Bushwick Bill - Phantom of the Rapra (ingénieur du son, compositeur, mixage, producteur)
- 1995 : Bande originale Friday (mixage)
- 1995 : Menace Clan - Da Hood (ingénieur du son, compositeur, producteur)
- 1996 : 3-2 - Wicked Buddah Baby (ingénieur du son, mixage, producteur)7
- 1996 : Coz - View to a Kill (ingénieur du son)
- 1996 : Geto Boys - The Resurrection (ingénieur du son, compositeur, producteur)
- 1996 : Facemob - The Other Side of the Law (ingénieur du son, compositeur, producteur, mixage)
- 1996 : Quindon - Quindon (producteur)
- 1996 : Ganksta N-I-P - Psychotic Genius (ingénieur du son)
- 1996 : Do or Die - Picture This (ingénieur du son, compositeur, mastering, producteur, mixage)
- 1996 : Bande originale de Original Gangstas (basse, compositeur, ingénieur du son, guitare, mixage, producteur)
- 1996 : Rappin' 4-Tay - Off Parole (compositeur, producteur)
- 1996 : Ninefinger - Ninefingered
- 1996 : Bande originale de High School High
- 2009 : Mike Dean - Closer to Eternity EP
- 2010 : Kid Cudi - Man on the Moon II: The Legend of Mr. Rager (guitare, orgue, piano)
- 2010 : Kanye West - My Beautiful Dark Twisted Fantasy (production additionnelle, basse, mastering, mixage, claviers, violoncelle, arrangements, producteur, guitare)
- 2011 : Snoop Dogg - Doggumentary (production additionnelle, mixage)
- 2011 : Big Sean - Finally Famous (production additionnelle, mixage, claviers, violoncelle, arrangements)
- 2011 : Justin Bieber - Never Say Never: The Remixes (producteur)
- 2011 : Jay-Z & Kanye West - Watch the Throne (production additionnelle, basse, mastering, mixage, claviers, violoncelle, arrangements, producteur)
- 2012 : GOOD Music - Cruel Summer (production additionnelle, compositeur, claviers, mixage)
- 2012 : 2 Chainz - Based on a T.R.U. Story (production additionnelle)
- 2013 : Kanye West - Yeezus (compositeur)
- 2013 : A$AP Rocky - Long.Live.A$AP (mixage)
- 2013 : Jay-Z - Magna Carta... Holy Grail (compositeur)
- 2015 : Rihanna feat. Paul McCartney & Kanye West - FourFiveSeconds (single)
- 2016 : Kid Cudi - Passion, Pain and Demon Slayin'
- 2018 : Kanye West - Ye                                         .
- 2018 : Travis Scott - Astroworld (production exécutive, mastering, mixage,arrangements, compo)
- 2020 : Mike Dean - 4:20 (album)
- 2021 : Kanye West - Donda
- 2021 : Lana Del Rey – Blue Banisters
- 2021 : Don Toliver – Life of a Don
- 2021 : Mike Dean & Rich the Kid – "Blue Cheese"
- 2021 : Aaliyah featuring The Weeknd – "Poison"

- 2022 : FKA Twigs – Caprisongs[7]
- 2022 : Kanye West – Donda 2
- 2022 : Fivio Foreign – B.I.B.L.E.[8]
- 2022 : Pusha T – It's Almost Dry[9]
- 2022 : Megan Thee Stallion – "Plan B"[10]
- 2022 : Weiland – Vices
- 2022 : Kanye West & XXXTentacion – "True Love"
- 2022 : 070 Shake – You Can't Kill Me
- 2022 : XXXTentacion – Look at Me: The Album
- 2022 : The Weeknd – "Starry Eyes" (Mike Dean remix)
- 2022 : Beyoncé – Renaissance
- 2022 : The Game – Drillmatic – Heart vs. Mind
- 2022 : Nav – Demons Protected by Angels
- 2022 : Christine and the Queens – Redcar les adorables étoiles (prologue)[11]

- 2023 : Quavo – "Without You"
- 2023 : The Weeknd featuring Future – "Double Fantasy"
- 2023 : Christine and the Queens – Paranoia, Angels, True Love[12]
- 2023 : Metro Boomin – Spider-Man: Across the Spider-Verse (soundtrack)
- 2023 : The Weeknd, Playboi Carti & Madonna – "Popular"
- 2023 : The Weeknd – "Take Me Back"
- 2023 : The Weeknd & Suzanna Son – "Family"
- 2023 : The Weeknd & Jennie - "One Of The Girls "
- 2023 : Travis Scott – Utopia

## Filmographie
| Année | Titre    | Rôle     | Notes        | Ref.   |
| ----- | -------- | -------- | ------------ | ------ |
| 2023  | The Idol | Lui-même | Star invitée | [ 13 ] |